# 1739 Meyermann
1739 Meyermann (1939 PF) là một tiểu hành tinh vành đai chính được phát hiện ngày 15 tháng 8 năm 1939 bởi K. Reinmuth ở Heidelberg.